# Vanchidiplosis longipalpi
Vanchidiplosis longipalpi är en tvåvingeart som beskrevs av Rao 1956. Vanchidiplosis longipalpi ingår i släktet Vanchidiplosis och familjen gallmyggor. Inga underarter finns listade i Catalogue of Life.